# 켈빈그로브 미술관 및 박물관

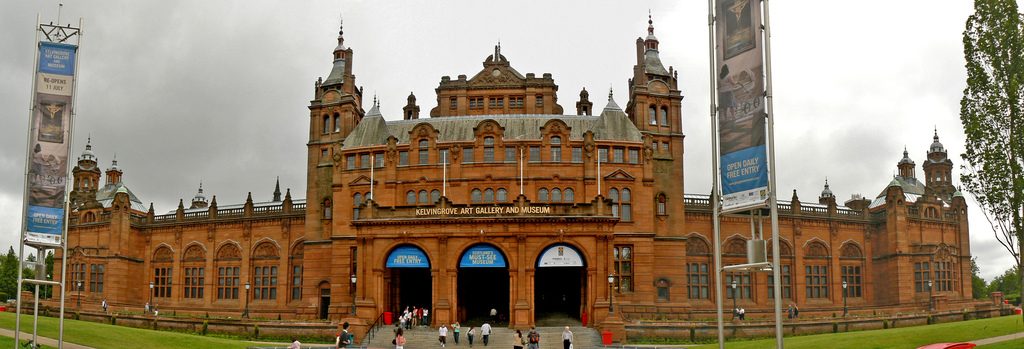
켈빈그로브 미술관 및 박물관

켈빈그로브 미술관 및 박물관(Kelvingrove Art Gallery and Museum)은 스코틀랜드 글래스고에 위치한 박물관 및 미술관이다.